# 木藤才蔵

木藤才蔵

木藤 才蔵（きどう さいぞう、1915年〈大正4年〉3月29日 - 2014年〈平成26年〉7月24日）は、日本の国文学者。学位は、文学博士（東京大学・論文博士・1974年）（学位論文 「連歌史の研究」）。日本女子大学名誉教授。

## 来歴・人物
台湾・台北市生まれ。1939年東京帝国大学文学部国文科卒。佐賀大学助教授、1965年日本女子大学教授。1974年「連歌史の研究」で東京大学より文学博士の学位を取得。同著作で日本学士院賞受賞。1985年日本女子大を定年、名誉教授。中世文学、特に連歌が専門。

## 著書
- 『さ丶めごと 校註 研究と解説』六三書院 1952
- 『連歌史論考』明治書院 1971-73
- 『中世文学試論』明治書院 1984
- 『二条良基の研究』桜楓社 1987
- 『さ丶めごとの研究』臨川書店 1990
- 『連歌新式の研究』三弥井書店 1999
- 『天城山房雑記』丸善出版サービスセンター (製作) 2002

### 校注
- 『日本古典文学大系 第66　連歌論集,俳論集』井本農一共校注 岩波書店 1961
- 『日本古典文学大系 第87　増鏡』時枝誠記共校注 岩波書店 1965
- 『校注古典叢書　増鏡』校注 明治書院 　1969
- 『連歌論集 1 (連珠合璧集)』重松裕巳共校注 三弥井書店 1972 中世の文学
- 『新潮日本古典集成　徒然草』 校注 新潮社 1977
- 『連歌寄合集と研究』重松裕巳共編著 未刊国文資料刊行会 1978-79
- 『心敬連歌論集』編 笠間書院 1981
- 『随葉集 10巻』編・解説 古典文庫 1982
- 『連歌論集』2-4 校注 三弥井書店 1982-90 中世の文学
- 『宗養連歌伝書集』編 古典文庫 1987
- 『連歌新式古注集』編 古典文庫 1988
- 『竹馬集』編 古典文庫 1993